# Crinum graciliflorum
Crinum graciliflorum là một loài thực vật có hoa trong họ Amaryllidaceae. Loài này được Kunth & C.D.Bouché mô tả khoa học đầu tiên năm 1844.